# 因吉拉米环形山
因吉拉米环形山（Inghirami）是月球正面西南高地上一座古老的大型撞击坑，约形成于酒海纪，其名称取自意大利天文学家乔瓦尼·因吉拉米（Giovanni Inghirami，1779年-1851年），1935年被国际天文联合会批准接受。

## 描述

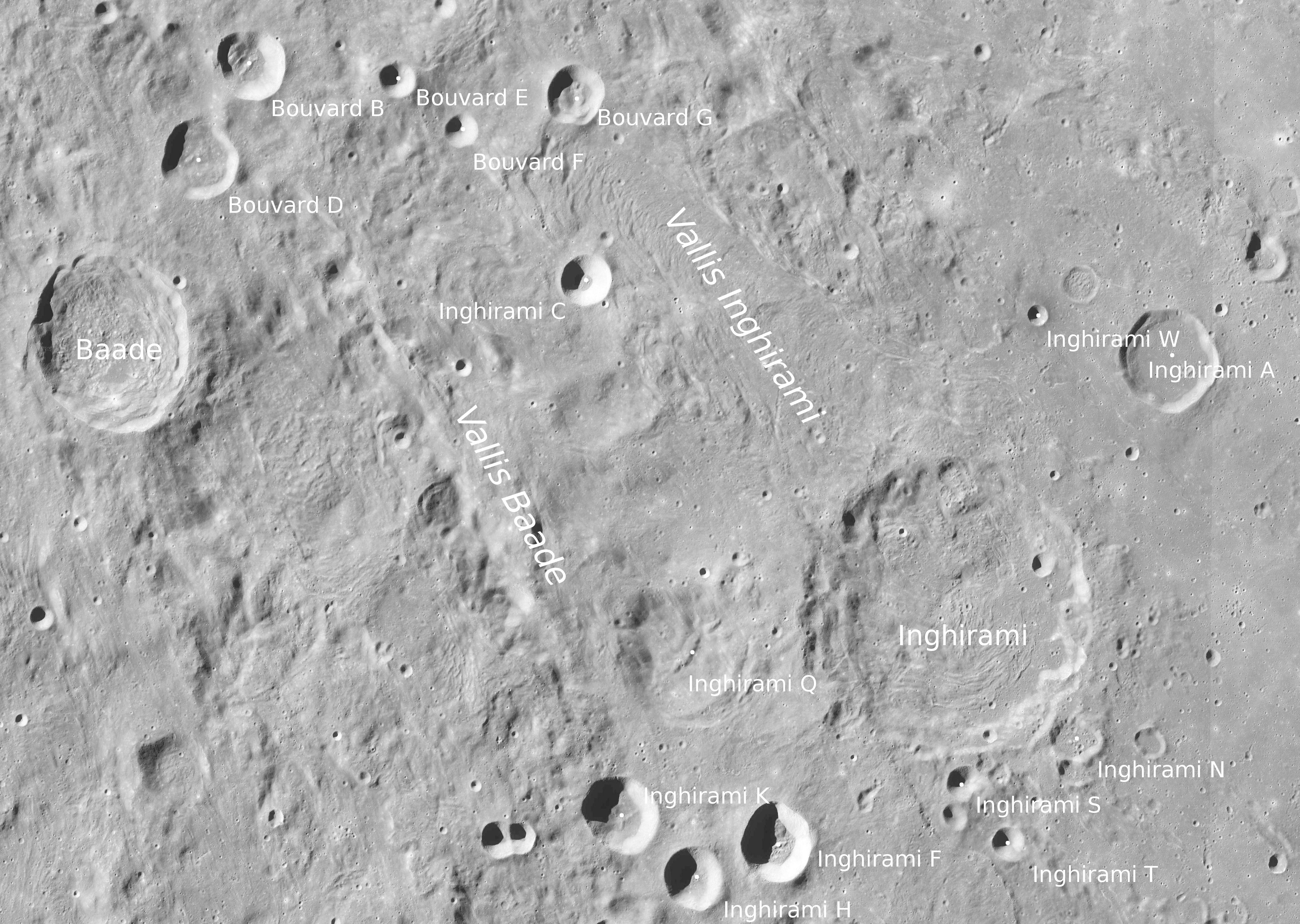
因吉拉米环形山周边图，月球勘测轨道飞行器拍摄。

该陨坑西北偏西靠近巴德陨石坑、北面毗邻皮亚齐环形山、施卡德环形山位于它的东南，而东南偏东是瓦尔格廷环形山、西南为雅科夫金陨石坑。因吉拉米环形山西侧是巴德月谷，北部则为因吉拉米月谷的起点。
该环形山的中心月面坐标为47°29′S 68°57′W / 47.49°S 68.95°W，直径94.6公里，
深度2.81公里。
因吉拉米环形山位于环东海巨大喷发物围裙的东南附近，外形呈多边形状，由于存续时间长，基本已被损毁。环形山外壁平缓，一道峡谷从西北壁穿入，一直延伸至坑底中央峰处；南侧坡则坐落着一组大撞击坑；东南侧壁保存相对最好。该陨坑内侧坡保留有阶地结构，坑壁平均高出周边地形1430米，内部容积约8000立方千米。碗状的坑底较为崎岖，表面纵横交错着直线和同心状褶皱山脊，只有东部一小块区域地势较平坦。坑底北面有二处暗斑，东北部坐落着一座醒目的碗形陨石坑。
因吉拉米环形山位于宽达630公里，形成于酒海纪代的撞击盆地-孟德尔-里德伯盆地的东面。

## 卫星陨石坑
按照惯例，最靠近因吉拉米环形山的卫星坑在月图上以字母标注在该坑中心点的旁边。

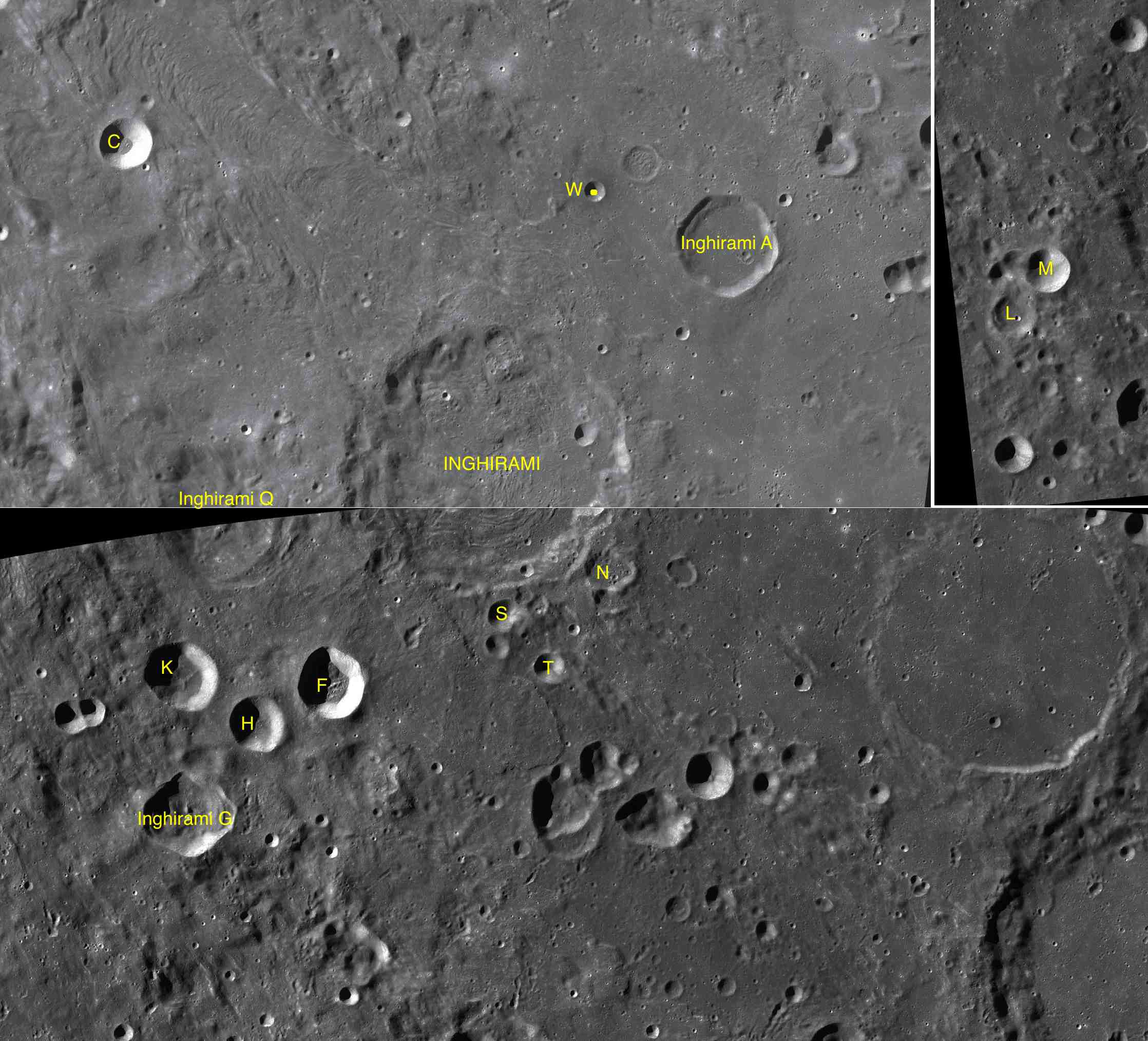
LAC-109、LAC-110和LAC-124拼接地图

| 因吉拉米 | 纬度    | 经度    | 直径    |
| -------- | ------- | ------- | ------- |
| A        | 44.9° S | 65.3° W | 34 公里 |
| C        | 44.1° S | 74.5° W | 18 公里 |
| F        | 49.8° S | 71.4° W | 23 公里 |
| G        | 51.1° S | 74.1° W | 29 公里 |
| H        | 50.2° S | 72.7° W | 18 公里 |
| K        | 49.6° S | 73.9° W | 23 公里 |
| L        | 46.0° S | 61.0° W | 13 公里 |
| M        | 45.6° S | 60.3° W | 14 公里 |
| N        | 48.9° S | 66.8° W | 14 公里 |
| Q        | 48.0° S | 72.9° W | 42 公里 |
| S        | 49.3° S | 68.4° W | 11 公里 |
| T        | 49.8° S | 67.8° W | 9 公里  |
| W        | 44.4° S | 67.4° W | 68 公里 |

- 卫星坑因吉拉米 A形成于早雨海世[5]。

## 另请参阅
- 因吉拉米月谷